# Battlestar Galactica
Battlestar Galactica (BSG) är en amerikansk science fiction- och drama-TV-serie som först spelades in 1978 – 1979 (Stridsplanet Galactica). TV-serien fick en remake i och med att en nyinspelning påbörjades år 2003 och hade TV-premiär i USA den 18 oktober 2004. Glen A. Larson är en av skaparna till båda versionerna. Ronald D. Moore, Bradley Thompson och David Eick är andra drivande krafter bakom den nya versionen av Battlestar Galactica, vars fjärde och sista säsong sändes 2008-2009.
Battlestar Galactica har fått en avknoppning i Caprica – en drama- och science fiction-TV-serie som utspelar sig omkring 60 år före den inledande katastrofen i Battlestar Galactica.

## Handling
Drygt 15 miljarder människor lever på tolv planeter - tolv kolonier - i en avlägsen del av Vintergatan. Kulturella, traditionella och religiösa särdrag definierar befolkningen på de olika planeterna. Jättestaden Caprica är mänsklighetens politiska, vetenskapliga och kulturella centrum. Vetenskapen och teknologin är högt utvecklad och människorna har blivit beroende av de allt mer självmedvetna datorerna, robotarna och maskinerna. 
I robotform kallas maskinerna för cyloner. Framsteg när det gäller den artificiella intelligensen genererar allt fler självmedvetna cyloner, som inser att de, trots att de är starkare på alla sätt, blott är mänsklighetens slavar. De gör uppror och ett fruktansvärt och förödande krig utbryter. Så småningom uppnås emellertid vapenvila även om något fredsfördrag aldrig sluts. Allt detta har hänt 40 år innan handlingen i Battlestar Galactica börjar. 
Flera decennier senare avbryts vapenvilan genom att cylonerna genomför en välplanerad, samordnad attack med kärnvapen mot samtliga 12 planeter samtidigt som koloniernas försvarssystem slås ut av virus. Över 15 miljarder människor förintas inom loppet av några timmar; endast de som befinner sig i rymden eller på otillgängliga platser på de tolv planeterna överlever. Det är här serien Battlestar Galactica börjar. De få chockade människor – färre än 50.000 – som råkade befinna sig på olika rymdskepp när cylonerna slog till, överlevde den inledande attacken. Ett av dessa rymdskepp är det pensionsfärdiga stridsskeppet Galactica. 
Kommendörkapten William Adama på Battlestar Galactica och Laura Roslin, som i egenskap av att vara den högst uppsatte av de politiker som överlevde cylonernas utrotningskrig övertar posten som president, leder en konvoj av civila och militära rymdskepp. Målsättningen är att fly från cyloner och hitta ett nytt hem för mänskligheten. För att höja moralen och ingjuta nytt hopp tar Adama hjälp av den gamla legenden om en 13:e koloni som för tusentals år sedan satte kurs mot en planet som de kallade Jorden. Men farorna de möter är många; cylonerna är inte längre enbart metallvarelser, det finns ett antal som är i stort sett identiska med människorna. De till och med blöder och svettas och är därför perfekta i rollen som infiltratörer på de flyende människornas rymdskepp. Hårdast ansatt är vetenskapsmannen Gaius Baltar, som hjälper till i jakten på infiltratörerna samtidigt som han döljer både en egen skuld och är ansatt av den märkliga närvaron av en kvinnlig cylon som bara han kan uppfatta. Som om detta inte vore nog, ökar snabbt de politiska konflikterna i den miniatyrnation som den flyende flottan av rymdskepp utgör. Den tidigare terroristdömde Tom Zarek står för den avvikande röst som oppositionen samlar sig kring. 
Miljön i TV-serien Battlestar Galactica är tung, sorgsen och våldsam. Det är inte självklart vem som är ond och vem som är god, till och med hjältarna i serien uppvisar ibland grymma och destruktiva personlighetsdrag. Serien utforskar mänskligheten i olika miljöer till en viss gräns, sedan får tittaren föreställa sig resten. Människorna är polyteister och dyrkar Kobolts herrar, gudar som är lika nyckfulla som antikens grekiska gudar. Å andra sidan kan en cylon uttrycka kärlek och uppvisa drag av ett samvete. För vissa cyloner tar det religiösa grubbleriet över alltmer. Tittaren får ställa sig frågor som vad mänsklighet egentligen är.

## Produktion
Battlestar Galactica finansieras och produceras av amerikanska (och, i fråga om första säsongen, brittiska) företag. Serien är filmad i Vancouver, British Columbia, Kanada.

### Musik
Titelmelodin med den sorgsna sången är i själva verket ett mantra, Gayatri Mantra, hämtad från Rig Veda 3.62.10. Språket är sanskrit - ett bevarat fornindiskt språk. Musiken har skrivits av kompositören Richard Gibbs.
| :På devanagari (sanskrits alfabet): तत् सवितुर्वरेण्यं । भर्गो देवस्य धीमहि । धियो यो नः प्रचोदयात् ॥ | :Med latinska alfabetet: tát savitúr váreṇyaṃ bhárgo devásya dhīmahi dhíyo yó naḥ pracodáyāt |

Svensk översättning
Kan vi nå Savitars härlighet, som gud fullvärdig,:
så kan Han stimulera våra böner, fullfärdig.

### DVD-utgåvor
Säsong 1, 2, 3 och 4 finns ute på DVD samt Blu-Ray

## Huvudpersoner
- Edward James Olmos — William Adama
- Mary McDonnell — Laura Roslin
- Katee Sackhoff — Kara "Starbuck" Thrace
- Jamie Bamber — Lee "Apollo" Adama
- James Callis — Dr. Gaius Baltar
- Tricia Helfer — Number Six (Caprica Six / Shelly Godfrey / Gina Inviere / Natalie / Lida / Sonja)
- Grace Park — Number Eight (Sharon "Boomer" Valerii / Sharon "Athena" Agathon)
- Michael Hogan — Saul Tigh

### Andra figurer
- Aaron Douglas — Galen Tyrol
- Tahmoh Penikett — Karl "Helo" Agathon
- Alessandro Juliani —  Felix Gaeta
- Michael Trucco — Samuel T. Anders
- Paul Campbell — Billy Keikeya
- Nicki Clyne — Cally Henderson Tyrol
- Kandyse McClure — Anastasia "Dee" Dualla

### Återkommande figurer
- Richard Hatch — Tom Zarek
- Lucy Lawless — Number Three (D'Anna Biers)
- Matthew Bennett — Number Five (Aaron Doral)
- Callum Keith Rennie — Number Two (Leoben Conoy)
- Dean Stockwell — Number One (Brother Cavil / John)
- Rick Worthy — Number Four (Simon)
- Lorena Gale — Elosha
- Rekha Sharma — Tory Foster
- Kate Vernon — Ellen Tigh
- Donnelly Rhodes — Sherman "Doc" Cottle
- Luciana Carro — Louanne "Kat" Katraine
- Samuel Witwer — Alex "Crashdown" Quatararo
- Leah Cairns — Margaret "Racetrack" Edmondson
- Michelle Forbes — Helena Cain
- Mark Sheppard — Romo Lampkin
- Erica Cerra — Maya

### Övriga figurer
- Graham Beckel — Jack Fisk, Lieutenant Colonel ombord Pegasus. Han var kortvarigt befordrad till Commander, men blev dödad strax efteråt som ett resultat av hans involverande i den svarta marknaden.

## Övrigt

### Spinoffs

#### Caprica
Amerikanska Sci Fi Channel spelade in en säsong av en spinoffserie vid namn Caprica, som utspelar sig 50-55 år före händelserna i Battlestar Galactica. Den började spelas in år 2008 och handlade om två familjer, Graystone och Adama, som bor i huvudstaden på planeten Caprica. William Adamas far Joseph är en av huvudpersonerna i serien. Caprica och de andra planeterna har länge använt nanoteknologi för att skapa små maskiner och datordelar. Allt mindre maskiner bygger själva ännu mindre maskiner, och så vidare. Ett plötsligt och häpnadsväckande genombrott inom gebitet artificiell intelligens får oanade och skrämmande konsekvenser då maskinerna vänder sig emot mänskligheten.

#### Battlestar Galactica: Blood & Chrome
En andra spinoff är på gång, vid namn Battlestar Galactica: Blood & Chrome. Denna TV-serie planerades att börja sändas den 9 november 2012 på kanalen Syfy och även här är David Eick den drivande kraften bakom projektet. I berättelsens tidsram skildrar serien händelser mellan Caprica och Battlestar Galactica, nämligen under det tionde året i kriget mellan människorna och cylonerna. Det är 20 år efter händelserna i Caprica och 40 år innan mänsklighetens utplåning i Battlestar Galactica. Även här är Bill (William) Adama huvudperson som nyutexaminerad rymdstridsflygpilot med anropsnamnet "Husker". Luke Pasqualino, som spelade den yngre, anonyme brodern i TV-serien Borgias, som får huvudrollen.  Michael Taylor har skrivit teleplay utifrån ett manus som utarbetats av Taylor själv, David Eick, Bradley Thompson och David Weddle.
Andra roller antas spelas av Ben Cotton, Jill Teed, Lili Bordán, Leo Li Chiang, Mike Dopud, Adrian Holmes och Karen LeBlanc.

### Fotnoter
1. ↑  Giffith, Ralph T. H. (1890). The Hymns of the Rigveda,s. 87. E.J. Lazarus.